# Pseudoligosita distincta
Pseudoligosita distincta is een vliesvleugelig insect uit de familie Trichogrammatidae. De wetenschappelijke naam is voor het eerst geldig gepubliceerd in 1915 door Silvestri.